# コルネリス・ビスコップ
コルネリス・ビスコップ（Cornelis Bisschop、1630年2月12日 – 1674年1月21日）は、オランダの画家である。風俗画や人物画、静物画などを描いた。

## 略歴
オランダ南西部のドルトレヒトで仕立て屋の息子に生まれた。1650年ころにアムステルダムに移りフェルディナント・ボル(1616-1680)に学んだ。1653年にドルトレヒトに戻り結婚した。サミュエル・ファン・ホーホストラーテン(1627–1678)やニコラース・マース (1634–1693)といったドルトレヒトの画家たちと友人になった。
フェルディナント・ボルのスタイルの歴史画も描いたが、後に肖像画や静物画、室内画を描いた。人気のある画家になり、1663年にフランス国王、ルイ14世の大使に作品を買い上げられた。デンマーク王から宮廷画家になる勧誘を受けたが、その少し後の1674年にドルトレヒトで急病で亡くなった.。
11人の子供のうち2人の息子のヤコブス・ビスコップ(Jacobus Bisschop: 1658-1698)とアブラハム・ビスコップ(Abraham Busschop:1660-1700)は画家になった。娘の一人は動物画を得意とする画家のアブラハム・ファン・カルラートと結婚した。弟子には女性画家のマルガレータ・ファン・ゴーデウエイク(Margaretha van Godewijk: 1627-1677)もいる。

## 作品

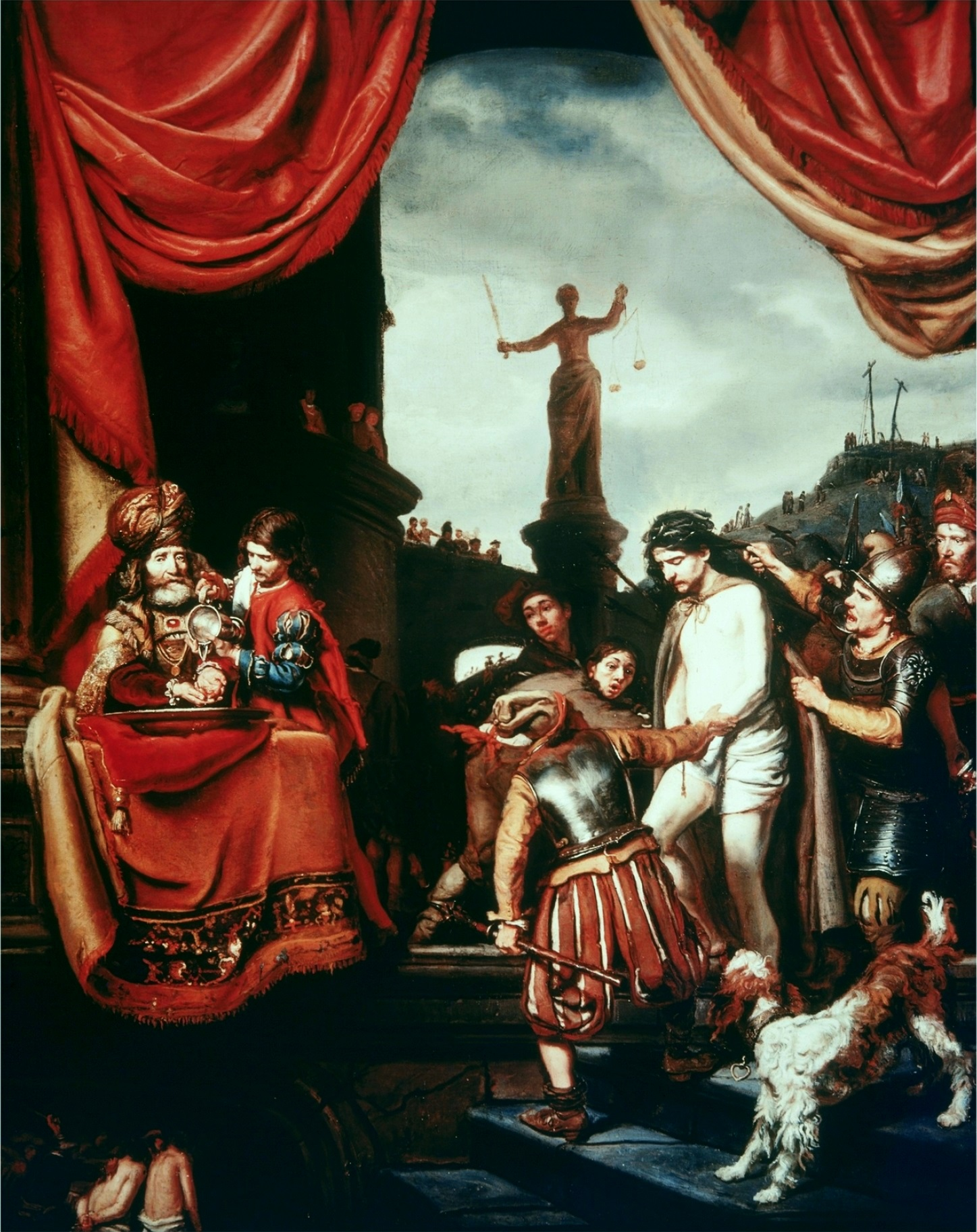
ピラトの前のキリスト
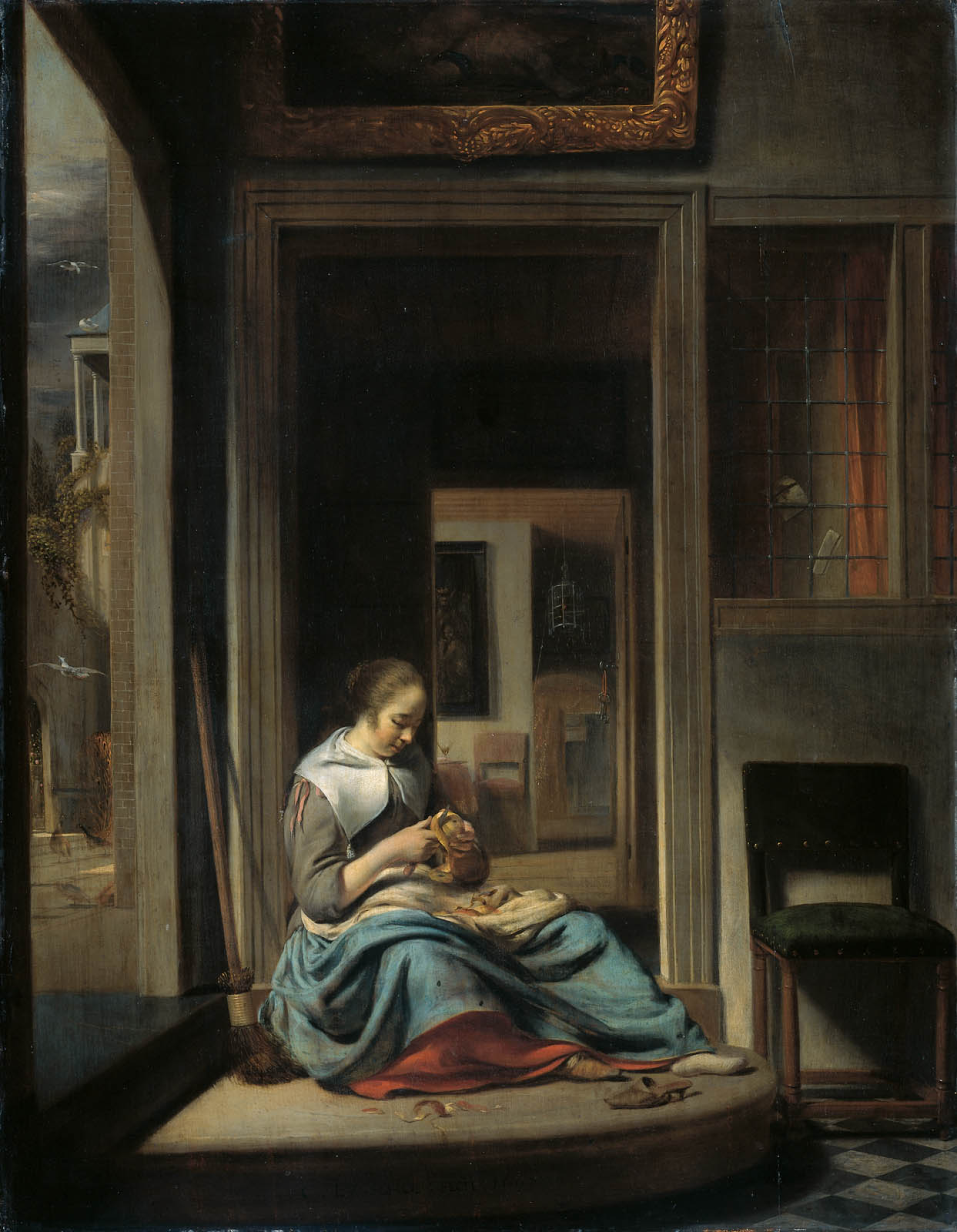
リンゴを剥く少女　(1667) アムステルダム国立美術館
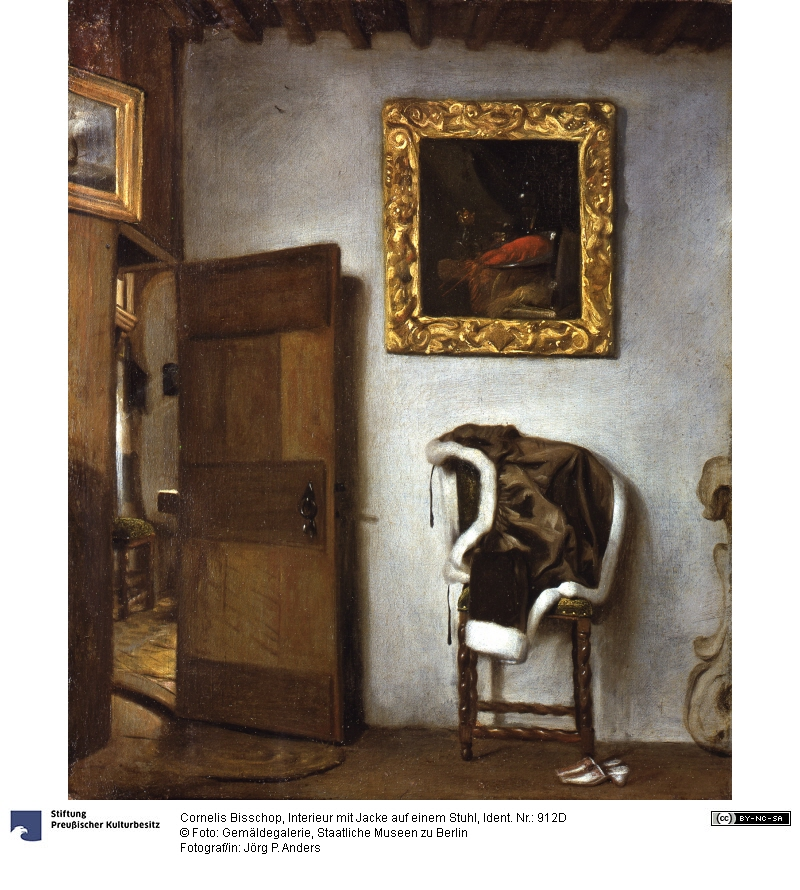
椅子の上の上着のある室内画 (c.1660)
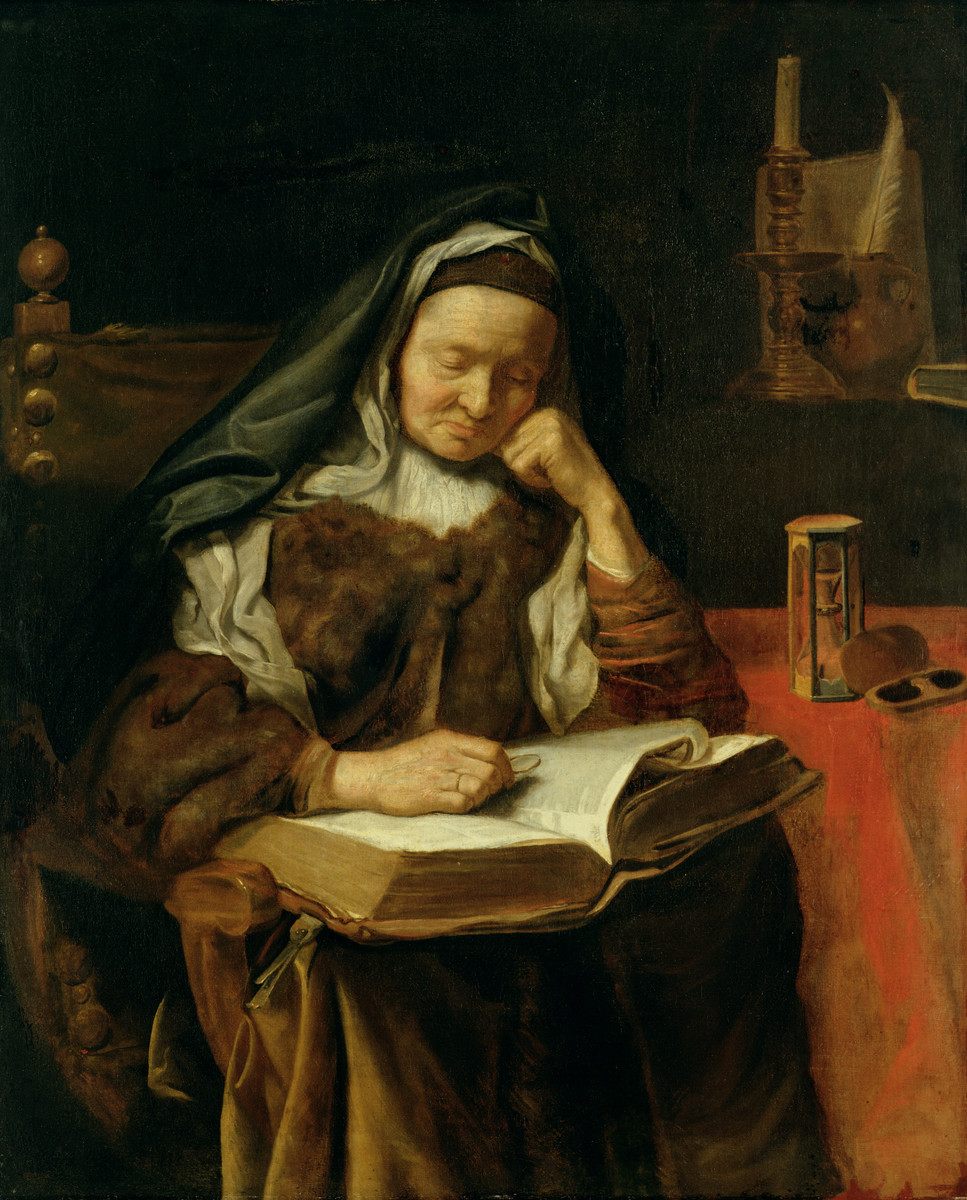
眠りにつく老女 ハンブルク美術館

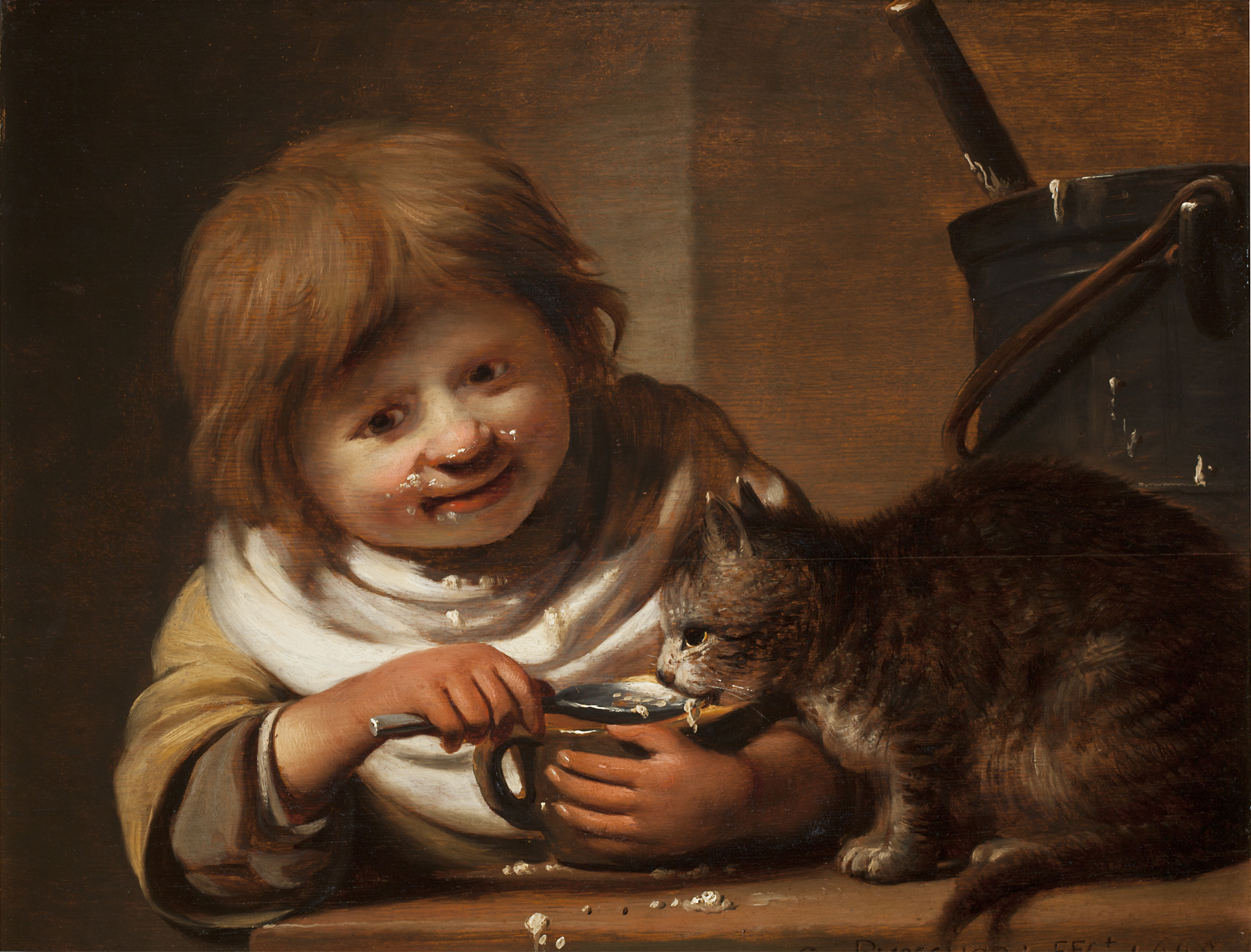
猫に餌をやる少年 (1660s) ブレディウス美術館
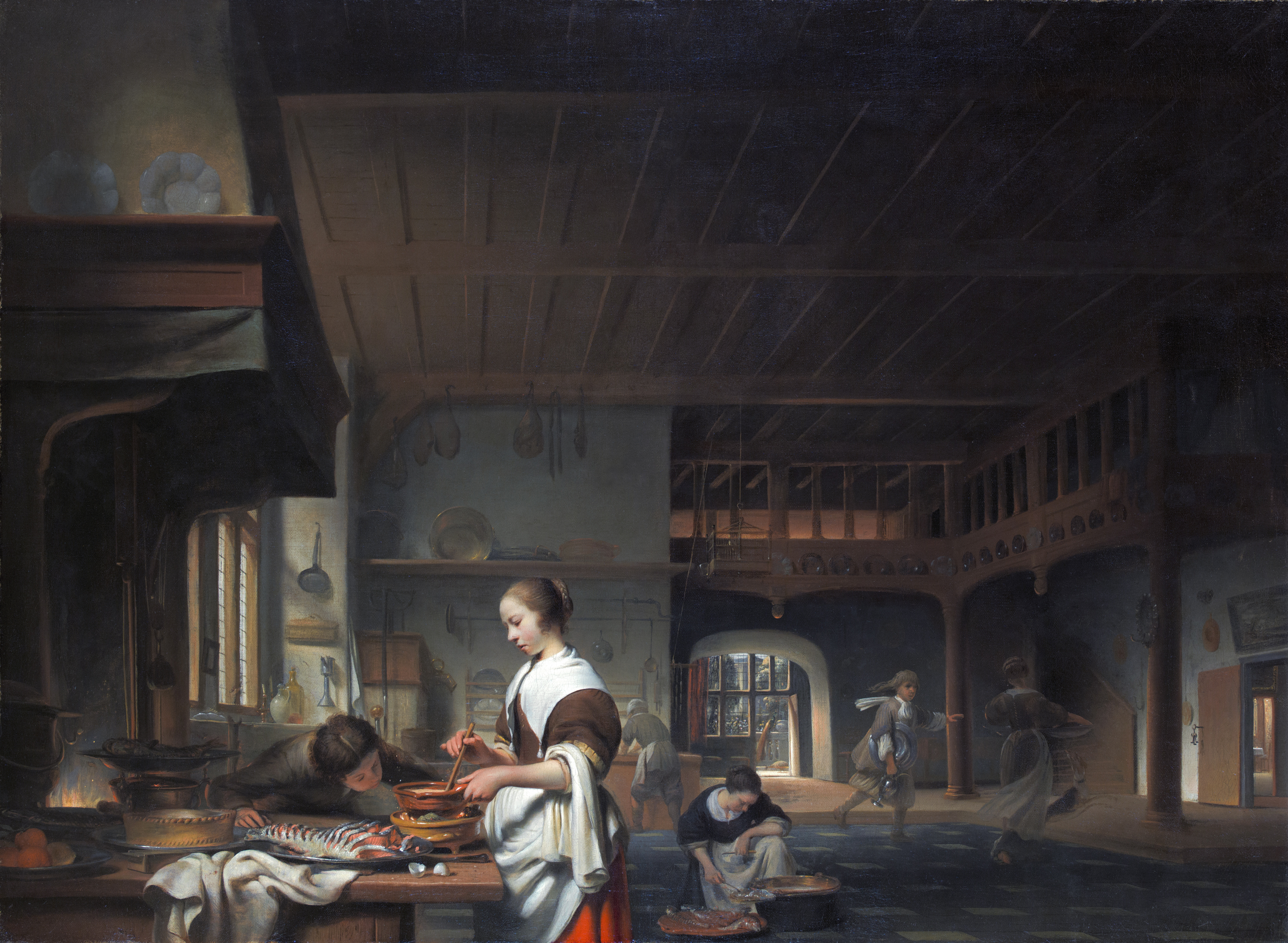
料理する女性のいる台所の室内
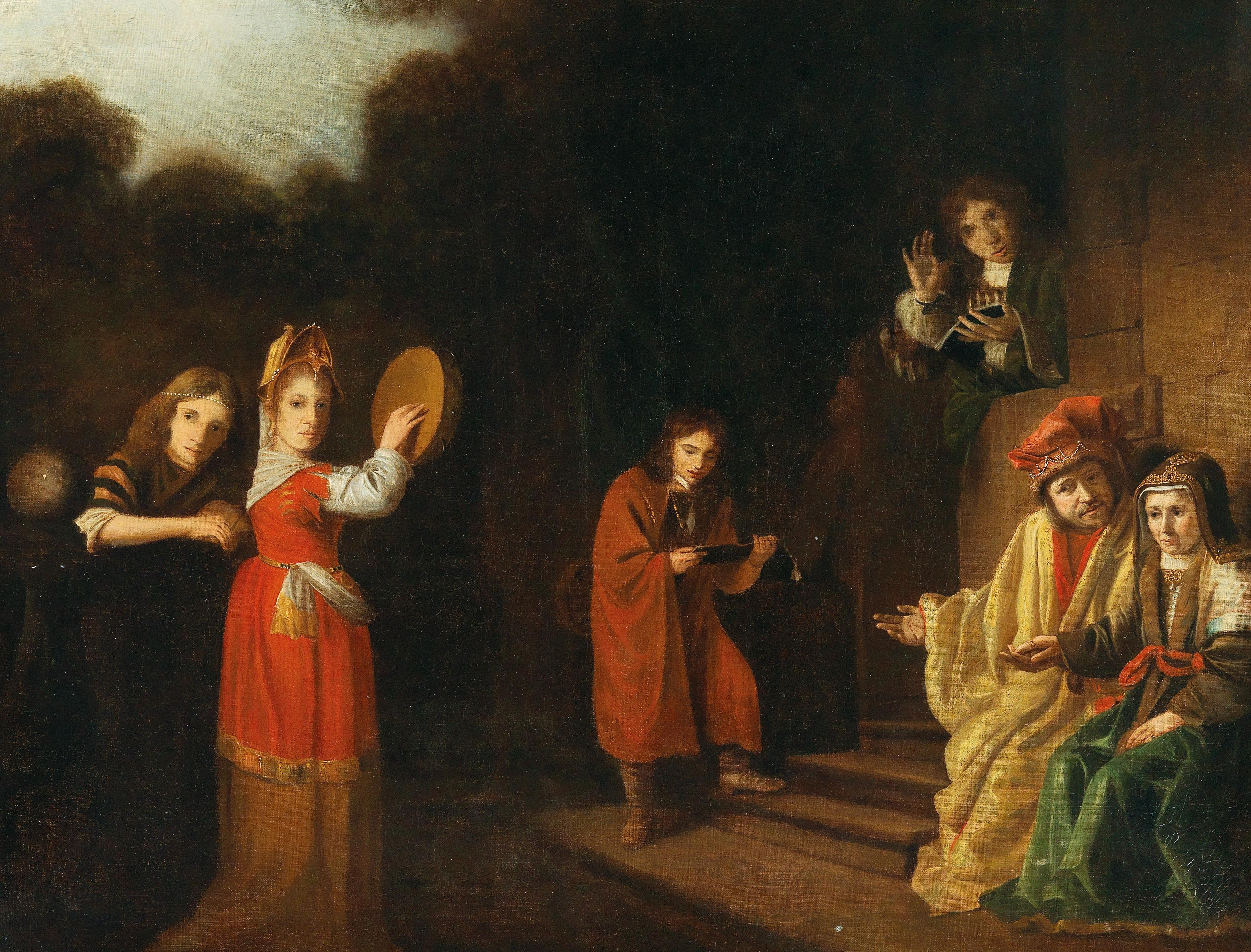
旧訳聖書の舞台で家族の肖像画